# Kot pri Prevaljah
Kot pri Prevaljah is een plaats in Slovenië en maakt deel uit van de gemeente Prevalje in de NUTS-3-regio Koroška. De plaats telde 115 inwoners op 1 januari 2020.